# Vinícius Rangel
Vinícius Rangel Costa (Cabo Frío, 26 de mayo de 2001) es un ciclista brasileño que compite con el equipo SWIFT Pro Cycling Ribeirão Preto.

## Trayectoria
Tras destacar en el calendario amateur español, ganando la Vuelta a Cantabria y la Vuelta a Salamanca, y ser noveno en la prueba en ruta del Mundial sub-23, dio el salto al profesionalismo en 2022 tras haber firmado por tres años con Movistar Team. En mayo estuvo cerca de lograr su primera victoria en la tercera etapa de la Boucles de la Mayenne, siendo cazada la fuga de la que formaba parte en los últimos metros del recorrido. Al mes siguiente triunfó en los campeonatos nacionales de Brasil después de imponerse en la prueba en ruta y ser tercero en la contrarreloj, además de llevarse también los dos títulos en la categoría sub-23. En agosto de 2024 finalizó su etapa con el conjunto telefónico para seguir compitiendo en Brasil, cosa que hizo ya en 2025 al unirse al equipo SWIFT Pro Cycling Ribeirão Preto.

## Palmarés
2022
- 3.º en el Campeonato de Brasil Contrarreloj
- Campeonato de Brasil en Ruta

## Equipos
- Movistar Team (2022-2024)[6]
- SWIFT Pro Cycling Ribeirão Preto (2025-)